# イナボレス
イナボレス（1969年5月30日 - ?）は、日本中央競馬会に所属していた競走馬・誘導馬。「花の47年組」の一頭で、中央競馬重賞最多出走記録保持馬。
別名「走る労働者」。
馬齢は2000年以前に使用されていた旧表記（数え年）を用いる。

## 経歴
純粋なサラブレッドではなく、サラブレッド系種（サラ系）である。
父のヘリオスは重賞4勝（1960年・1961年京都記念 (秋)、1960年京都盃、1961年阪神大賞典）を挙げ、1960年と1961年には2年連続で最良スプリンターに選出されたハイペリオン系のサラブレッドであったが、母のボーレスクインの母系を辿っていくと、曾祖母の父に初代ハクシヨウがおり、最後には江戸幕府第13代将軍・徳川家茂にフランス皇帝・ナポレオン3世が贈ったアングロアラブの高砂に辿り着く。この一族のイナボレス以外の代表馬には、1956年から1958年にかけて鳴尾記念を3連覇したセカイオーがいる。
抽選馬であったが、当時民社党所属の衆議院議員であった稲富稜人がオーナーとなり、東京・大久保末吉厩舎に入厩。

### 戦績
1971年（3歳）8月に中山芝1000mの新馬戦でデビューし、2着に終わったが、2週間後の未勝利戦では1番人気に推されて初勝利を挙げる。その後は勝星を挙げることこそ出来なかったが、2着2回を含めて掲示板を一度も外さなかった。最終戦の寒菊賞（100万下）ではイシノヒカルの5着に敗れるが、この頃から堅実さと頑丈さを見せていた。
1972年（4歳）は5月に始動して条件戦を使いまくり、クローバー賞（200万下）と鹿島灘特別（400万下）を制し、10月に東京で行われたオールカマーに出走。700万条件の身であったため11頭中9番人気の低評価であったが、ハクホオショウ・オンワードガイら有力馬を抑えて勝利し、デビュー17戦目にして重賞初挑戦・初制覇となった。オールカマーで手にした賞金1000万円は稲富の選挙資金に大いに活用され、稲富は12月に行われた衆院選で当選を果たした。その後はカブトヤマ記念7着、愛知杯・CBC賞4着であった。
1973年（5歳）は始動戦の金杯 (東)6着を皮切りに10連敗を喫し、掲示板に載ったのも金鯱賞・京王杯AH5着の2戦だけと散々なものであった。10月の府中特別（700万下）で1番人気に応え、2着に4馬身差をつける快勝で連敗を脱出し、1年ぶりの勝利でシーズン全敗を阻止。
1974年（6歳）は前年同様で金杯から始動し、前年の不振もあって17頭中12番人気であったが、クビ差で勝利して2年ぶりの重賞2勝目を飾った。続く東京新聞杯は11着に大敗したが、その後は安定して掲示板に載り続け、6月には大井で行われた第1回中央招待に出走。当日は7万6000人のファンがスタンドに詰めかけ、締め切りを過ぎても馬券の発売を求める人々が列をなし、発走が35分も遅れた。レースではゴールドイーグル（愛知）の2着に入り、中央馬最先着となった。
その後は種子骨直靭帯を痛め、そのまま函館に入厩。球節と蹄冠部の間、本来なら窪みのある部分が丸太のように丸くカチカチに硬くなっていたが、イナボレスは函館で湿布療法を受ける。この療法は鍋に湿布を2キャップ、塩を片手に一杯、水を3、4升を入れて電気コンロにかけて温め、それにバスタオルを浸して焚き、バスタオルをしっかり絞って患部に巻くというものであった。イナボレスは朝の調教後に20分ずつ2回湿布して、乾いてから腫れを前に出すように包帯をきっちり巻き、こうした治療を繰り返しながら、現役を続行。ファンの目からは酷使されていると映り、可哀想にといった同情もあって「オイボレス」と呼ばれたりもした。
11月の目黒記念 (秋)ではカミノテシオ・スガノホマレ・イチフジイサミら強力馬を抑え、重賞3勝目を挙げた。イナボレスが2重賞を制した同年に大久保厩舎は年間43勝を挙げ、最多勝利調教師となった。
1975年（7歳）はダートのオープン戦2着と上々の滑り出しを見せ、アルゼンチン共和国杯3着の後、第16回宝塚記念では4番人気でナオキの4着と健闘。夏は北海道シリーズに初めて参戦し、大雪ハンデ8着・巴賞7着の後、函館記念でツキサムホマレ・ウラカワチェリーの3着に入る。連覇を狙った目黒記念では13頭中11番人気ながらトウコウエルザ・イチフジイサミ・カミノテシオに先んじる3着に入ったが、続く天皇賞（秋）は12着と大敗。さすがに「もう限界か」と思われたが、シーズン最終戦の愛知杯で6番人気ながら1馬身半離して重賞4勝目を挙げ、13戦目での勝利で結局これが最後の勝利となった。
1976年（8歳）は衆議院が任期満了で総選挙が決まっていたため、選挙資金が必要なため現役を続行。金杯から始動し、2・3週間に1走という例年以上の超ハイペースで出走を続け、春秋天皇賞や安田記念・高松宮杯にも出走。稲富はこの選挙も当選し、10期目を務めることになった。選挙終了後の愛知杯5着がラストランとなり、同年をもって現役を引退。

### 引退後
本来なら種牡馬になってもおかしくない成績だが、サラ系という血統面で大きなハンデを背負っていたために断念。栗毛の四白流星という美しい馬体を活かし、東京競馬場の誘導馬として1980年代後半まで活動していたが、その後は不明。

## 競走成績
- 1971年（7戦1勝）
  - 2着 - 3歳抽せん馬特別、尾花賞
- 1972年（13戦3勝）
  - 1着 - オールカマー、クローバー賞、鹿島灘特別
  - 2着 - 新涼賞
- 1973年（14戦1勝）
  - 1着 - 府中特別
  - 2着 - トパーズステークス
- 1974年（11戦2勝）
  - 1着 - 金杯（東）、目黒記念（秋）
  - 2着 - 中央競馬招待競走
  - 3着 - 目黒記念（春）、ダイヤモンドステークス
- 1975年（13戦1勝）
  - 1着 - 愛知杯
  - 3着 - アルゼンチン共和国杯、函館記念、目黒記念（秋）
- 1976年（19戦0勝）
  - 3着 - 巴賞

## 血統表
| イナボレスの血統              | イナボレスの血統                                | イナボレスの血統                       | （血統表の出典）                       | （血統表の出典） |
| 父系                          | プリンスローズ系                                | プリンスローズ系                       | プリンスローズ系                       | [ § 2 ]          |
| 父 ヘリオス 1957 栗毛         | 父の父*ブッフラー Bouffleur 1952 栗毛           | Prince Chevalie                        | Prince Rose                            | Prince Rose      |
| 父 ヘリオス 1957 栗毛         | 父の父*ブッフラー Bouffleur 1952 栗毛           | Prince Chevalie                        | Chevalerie                             |                  |
| 父 ヘリオス 1957 栗毛         | 父の父*ブッフラー Bouffleur 1952 栗毛           | Monsoon                                | Umidwar                                | Umidwar          |
| 父 ヘリオス 1957 栗毛         | 父の父*ブッフラー Bouffleur 1952 栗毛           | Monsoon                                | Heavenly Wind                          |                  |
| 父 ヘリオス 1957 栗毛         | 父の母*ミスハイペリオン Miss Hyperion 1950 栗毛 | Khaled                                 | Hyperion                               | Hyperion         |
| 父 ヘリオス 1957 栗毛         | 父の母*ミスハイペリオン Miss Hyperion 1950 栗毛 | Khaled                                 | Eclair                                 |                  |
| 父 ヘリオス 1957 栗毛         | 父の母*ミスハイペリオン Miss Hyperion 1950 栗毛 | Mad Joss                               | Bunting                                | Bunting          |
| 父 ヘリオス 1957 栗毛         | 父の母*ミスハイペリオン Miss Hyperion 1950 栗毛 | Mad Joss                               | Jostle                                 |                  |
| 母 ボーレスクイン 1960 黒鹿毛 | 母の父*カバーラップ二世 Cover Up II 1952 黒鹿毛 | Cover Up                               | Alibhai                                | Alibhai          |
| 母 ボーレスクイン 1960 黒鹿毛 | 母の父*カバーラップ二世 Cover Up II 1952 黒鹿毛 | Cover Up                               | Bel Amour                              |                  |
| 母 ボーレスクイン 1960 黒鹿毛 | 母の父*カバーラップ二世 Cover Up II 1952 黒鹿毛 | Betty Martin                           | Hollyrood                              | Hollyrood        |
| 母 ボーレスクイン 1960 黒鹿毛 | 母の父*カバーラップ二世 Cover Up II 1952 黒鹿毛 | Betty Martin                           | Rhoda F.                               |                  |
| 母 ボーレスクイン 1960 黒鹿毛 | 母の母ハツピウイン 1952 栃栗毛                  | タチカゼ                               | *プリメロ                              | *プリメロ        |
| 母 ボーレスクイン 1960 黒鹿毛 | 母の母ハツピウイン 1952 栃栗毛                  | タチカゼ                               | 第参パプース                           |                  |
| 母 ボーレスクイン 1960 黒鹿毛 | 母の母ハツピウイン 1952 栃栗毛                  | 月盛                                   | ハクシヨウ                             | ハクシヨウ       |
| 母 ボーレスクイン 1960 黒鹿毛 | 母の母ハツピウイン 1952 栃栗毛                  | 月盛                                   | 瑞盛                                   |                  |
| 5代内の近親交配               | Hyperion 4×5=9.38% Blandford 5×5=6.25%          | Hyperion 4×5=9.38% Blandford 5×5=6.25% | Hyperion 4×5=9.38% Blandford 5×5=6.25% | [ § 3 ]          |
| 出典                          | 1. 2. 3.                                        | 1. 2. 3.                               | 1. 2. 3.                               | 1. 2. 3.         |